# Fernandoa macroloba
Fernandoa macroloba là một loài thực vật có hoa trong họ Chùm ớt. Loài này được (Miq.) Steenis mô tả khoa học đầu tiên năm 1976.